# Platypria chiroptera
Platypria chiroptera is een keversoort uit de familie bladkevers (Chrysomelidae). De wetenschappelijke naam van de soort werd in 1894 gepubliceerd door Raffaello Gestro.